# Ebrechtella sufflava
Ebrechtella sufflava là một loài nhện trong họ Thomisidae.
Loài này thuộc chi Ebrechtella. Ebrechtella sufflava được Octavius Pickard-Cambridge miêu tả năm 1885.